# Trzy Korony (Bąkowo)
Trzy Korony – część wsi Bąkowo w Polsce, położona w województwie kujawsko-pomorskim, w powiecie świeckim, w gminie Warlubie.
W latach 1975–1998 Trzy Korony należały administracyjnie do województwa bydgoskiego.